# Stadtilm
Stadtilm is een plaats in de Duitse deelstaat Thüringen. Stadtilm telde, op de peildatum van de meest recente statistiek, 8.428 inwoners.

## Stadsindeling

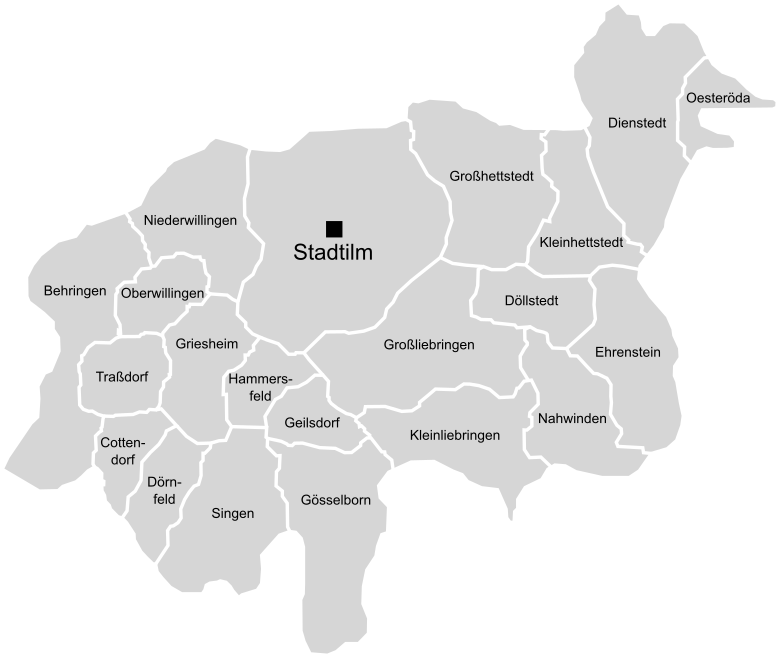
Ligging van de stadsdelen van Stadtilm

In 2018 werd de gemeente Ilmtal bij een gemeentelijke herindeling opgeheven. De hierna opgesomde 21 dorpen in deze voormalige gemeente Ilmtal werden daardoor stadsdelen van Stadtilm:
- Behringen
- Cottendorf
- Dienstedt
- Döllstedt
- Dörnfeld an der Ilm
- Ehrenstein
- Geilsdorf
- Gösselborn
- Griesheim
- Großhettstedt
- Großliebringen
- Hammersfeld
- Hohes Kreuz
- Kleinhettstedt
- Kleinliebringen
- Nahwinden
- Niederwillingen
- Oberwillingen
- Oesteröda
- Singen
- Traßdorf

Er zijn, volgens de in 2024 voor het laatst gewijzigde Hauptsatzung (hoofdgemeenteverordening), vijf districten, die over een deelgemeenteraad beschikken:
- Willingen (Behringen, Hohes Kreuz, Niederwillingen, Oberwillingen en Traßdorf)
- Singer Berg (Cottendorf, Dörnfeld, Griesheim, Gösselborn, Hammersfeld en Singen)
- Deube (Döllstedt, Ehrenstein, Geilsdorf, Großliebringen, Kleinliebringen en  Nahwinden)
- Dienstedt-Hettstedt (Dienstedt, Großhettstedt, Kleinhettstedt en Oesteröda)
- Stadtilm zelf, incl. de zuidwestelijke wijk Oberilm.

## Geografie en infrastructuur

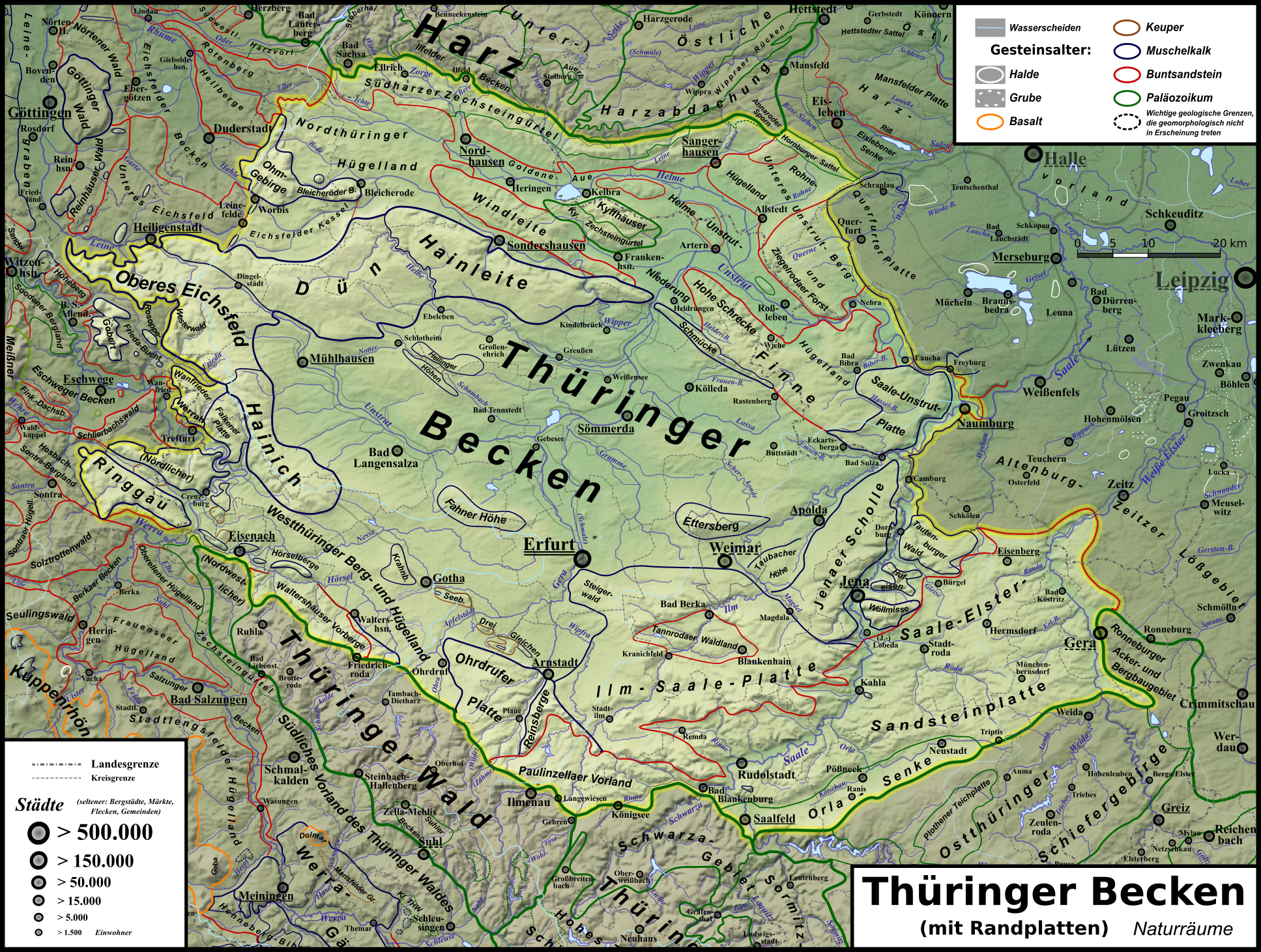
Het Thüringer Becken. Stadtilm ligt bij de Ilm-Saale-Platte, in het zuiden van het kaartgebied.
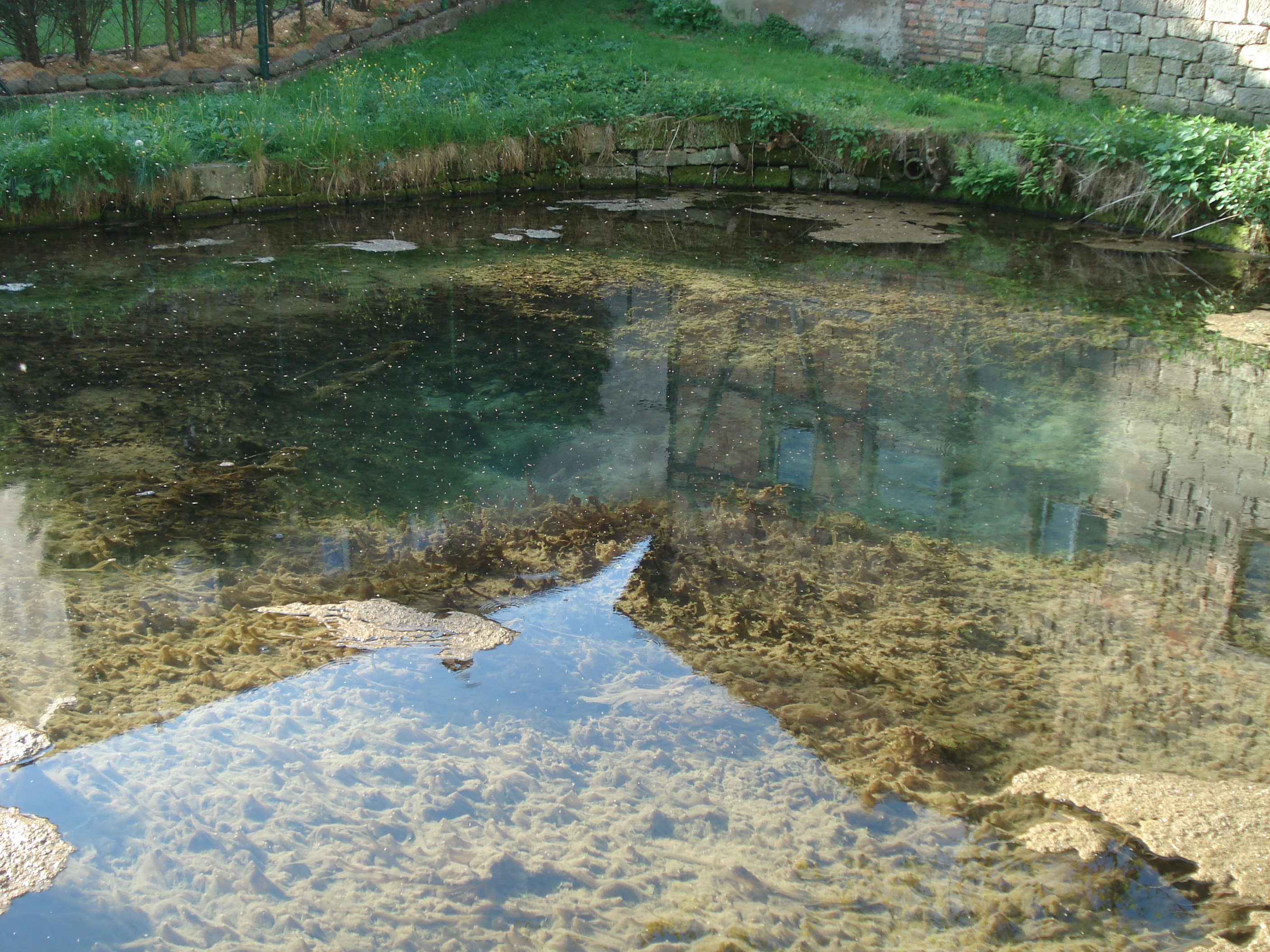
Oberwillinger Spring
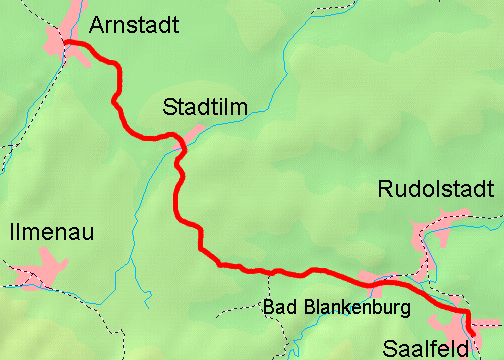
Verloop spoorlijn  Arnstadt -Saalfeld
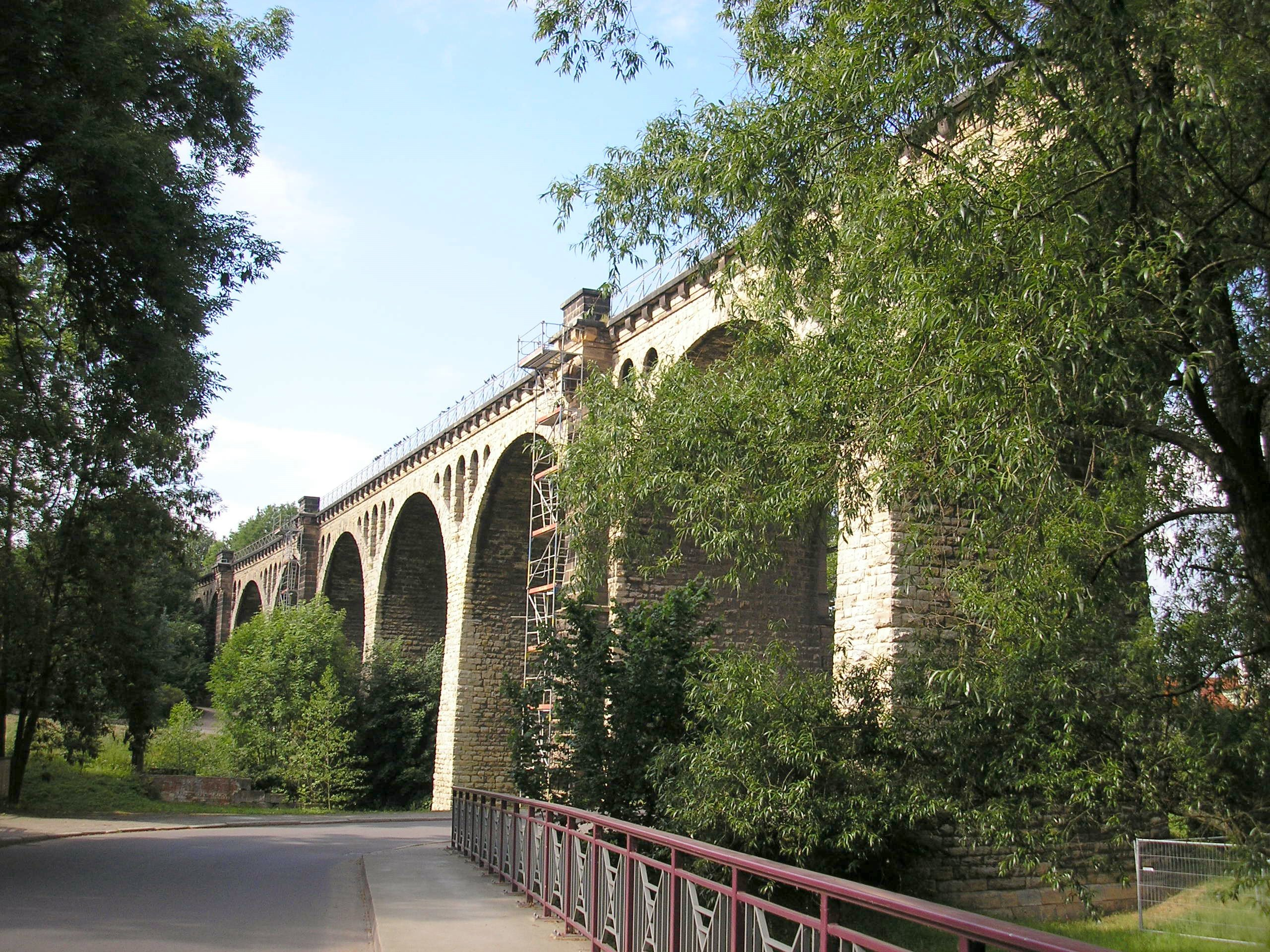
Spoorviaduct
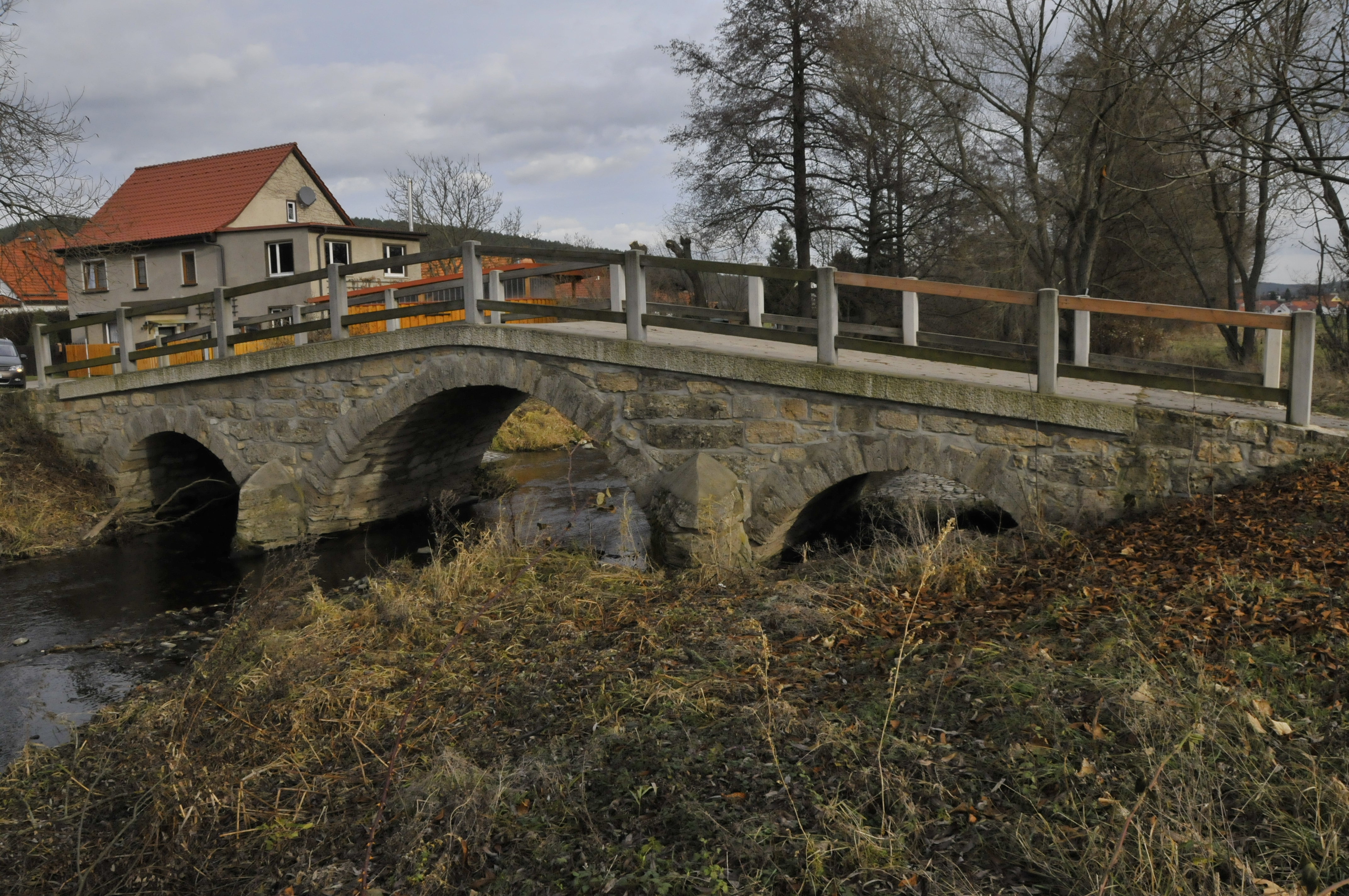
Romaanse boogbrug over de Ilm in het dorp Großhettstedt

Stadtilm ligt ongeveer 25 kilometer ten zuidoosten van de stad Weimar.
De gemeente ligt in het zuidwesten van het zogenaamde Thüringer Bekken. Dit is een licht golvend, in het zuiden door het Thüringerwoud begrensd gebied. Rondom Stadtilm ligt een tamelijk onvruchtbare streek, waar zich karstverschijnselen voordoen. De Oberwillinger Spring is zo'n karstverschijnsel: het is een karstbron of een natuurlijke artesische bron van rivierwater uit de Ilm, dat opborrelt vanuit een ondergrondse waterloop, tussen lagen kalksteen door. De gesteentesoorten, die het vaakst aan de oppervlakte komen, zijn Buntsandstein en Muschelkalk, beide uit de geologische periode Trias, meer dan 220 miljoen jaar oud. 
Door de gemeente stroomt, van zuidwest naar noordoost, de rivier de Ilm.
Markant is het in 1893 voltooide spoorviaduct over de Ilm, niet ver van het stadje. Dit maakt deel uit van een kleine spoorlijn,  waaraan Stadtilm een station heeft. Deze 48 km lange spoorlijn verbindt Arnstadt, 16 km ten noordwesten  van Stadtilm, met Saalfeld, 32 km ten zuidoosten van Stadtilm. Aan deze lijn hebben de stadsdelen Niederwillingen en Singen allebei een spoorweghalte. Stoptreinen tussen Station Saalfeld en Erfurt Hauptbahnhof v.v. stoppen te Stadtilm 1 x per uur.
Belangrijke verkeerswegen in de gemeente zijn  de Autobahn A 71 en de Bundesstraße 90. De B90 kruist de A 71 op afrit 14b, bij Traßdorf, gemeente Stadtilm, 6 km ten zuidwesten van het gelijknamige stadje.

## Geschiedenis en economie

Verdeling van de Schwarzburger Oberherrschaft, 1574

Stadtilm ontstond in de 12e eeuw. Stadsrechten werden in ieder geval vóór  het jaar 1268 verkregen.
Grote branden teisterden Stadtilm tijdens de Dertigjarige Oorlog,  in 1675 en in 1780.
Zonen van graaf Albrecht VII van Schwarzburg-Rudolstadt lieten in de 17e eeuw het in 1275 gebouwde, leegstaande klooster van de cisterciënzers tot woonkasteel verbouwen. Bij de brand van 1780 bleven alleen de buitenmuren ervan gespaard. In de laatste jaren van de 19e eeuw werd het gebouw,  na  een nieuwe brand in 1897, gerestaureerd en veranderd in een raadhuis.
In de 16e, 17e en 18e eeuw behoorde Stadtilm tot hetzelfde graafschap als Rudolstadt, zie aldaar en onder: Graafschap Schwarzburg.
De Duitse kerngeleerde Kurt Diebner heeft eind 1944 of in het begin van 1945 de kelder van een schoolgebouw in Stadtilm gebruikt voor, slechts beperkt  succesvolle, experimenten met het verrijken van uranium en kernsplijting.  In 1945, aan het eind van de Tweede Wereldoorlog, werd de school verwoest, toen de Geallieerden het stadje veroverden.
Stadtilm behoorde van 1949 tot 1990 tot de DDR. In deze periode werden talrijke bestaande Stadtilmer ondernemingen op het gebied van nijverheid en industrie genationaliseerd. Enkele ervan zijn, op kleinere schaal en met veel minder personeel dan vóór 1990, blijven voortbestaan: 
- Firma domal-Wittol :[4] Sinds 1889 producente van loodwit, daarna vanaf 1943 militaire goederen voor de Wehrmacht, van 1951-1968 gelatine, van 1968-2014 overwegend vloeibare was- en schoonmaakmiddelen. In 2014 faillissement en doorstart (76 man personeel); wat er na 2014 met het bedrijf is gebeurd, is onduidelijk. In Oberilm bestaat nog een filiaal van de Poolse beursgenoteerde onderneming Dr. Miele, die Domal heet.
- Zout- en kali-winning, van 1903-1998; bij Oberilm bestaat nog een kleine zoutziederij (Saline Stadtilm).
- Speelgoedtreintjes, van 1951-1964
- Schoenen, vanaf 1898; vanaf 1930 sportschoenen; in en om Stadtilm hebben verscheidene kleine schoenfabrieken bestaan; de laatste ging failliet in 1998.
- Metaalindustrie: de firma Rheinmetall had tot en met de Tweede Wereldoorlog een fabriek van aandrijfassen, voor militair materieel;  de fabriek kreeg daarna enige malen andere eigenaren, en is, op kleine schaal, nog actief. Ook andere kleine metaalverwerkende bedrijven zijn in de gemeente Stadtilm nog te vinden.
- Agrarische sector: Een klein aantal LPGs , grote, collectieve boerderijen uit de DDR-periode, zijn na de Wende in Westerse zin gemoderniseerd en als zeer grote boerenbedrijven blijven bestaan, o.a. te Griesheim.

## Bezienswaardigheden

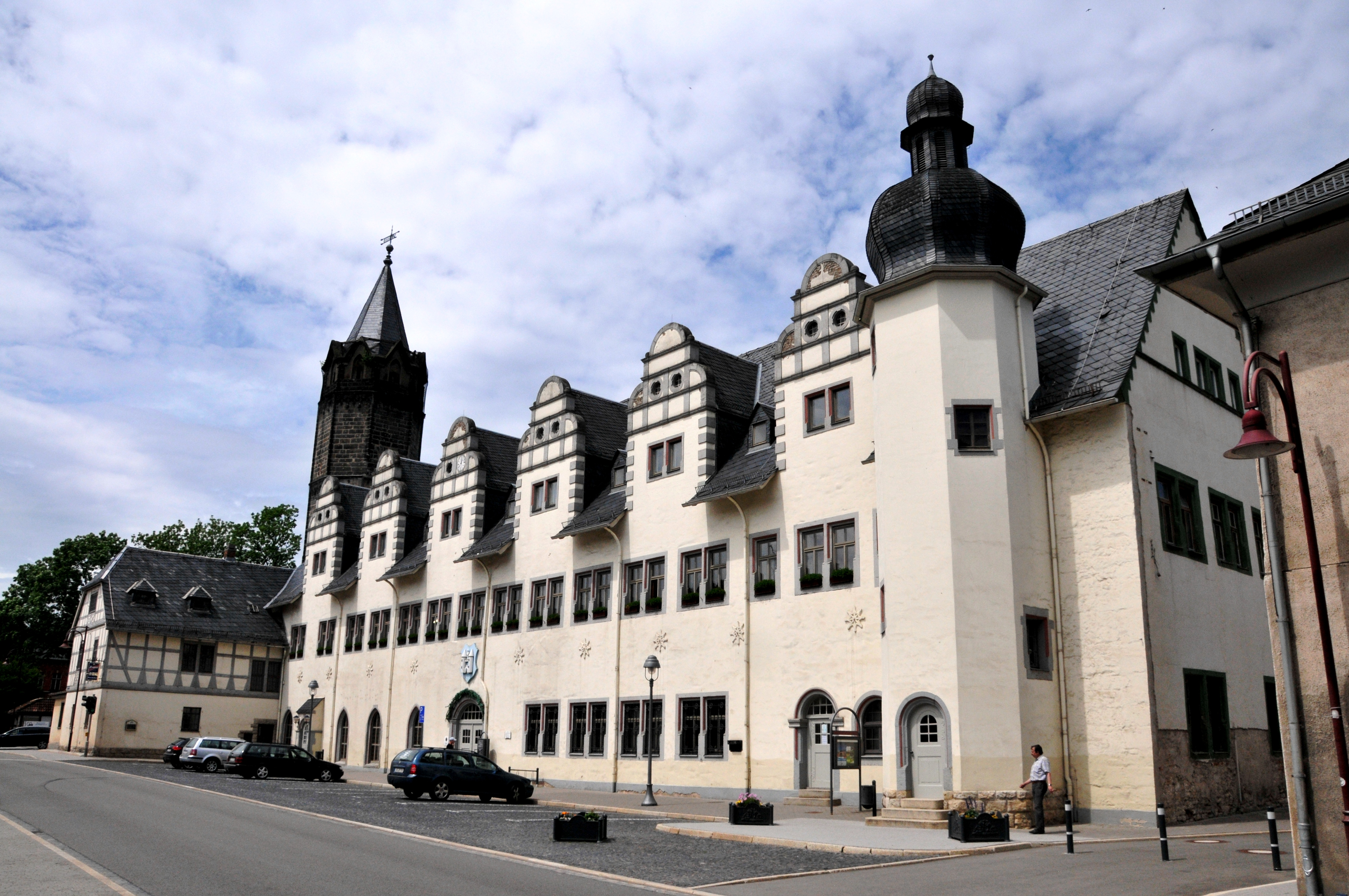
Stadhuis, voormalig klooster, later kasteel
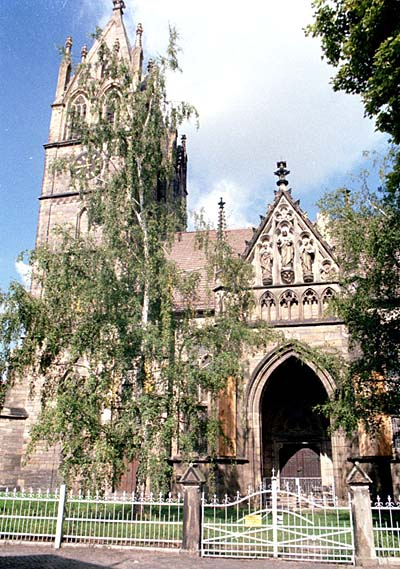
Dertiende-eeuwse, evangelisch-lutherse Maria- of Stadskerk te Stadtilm
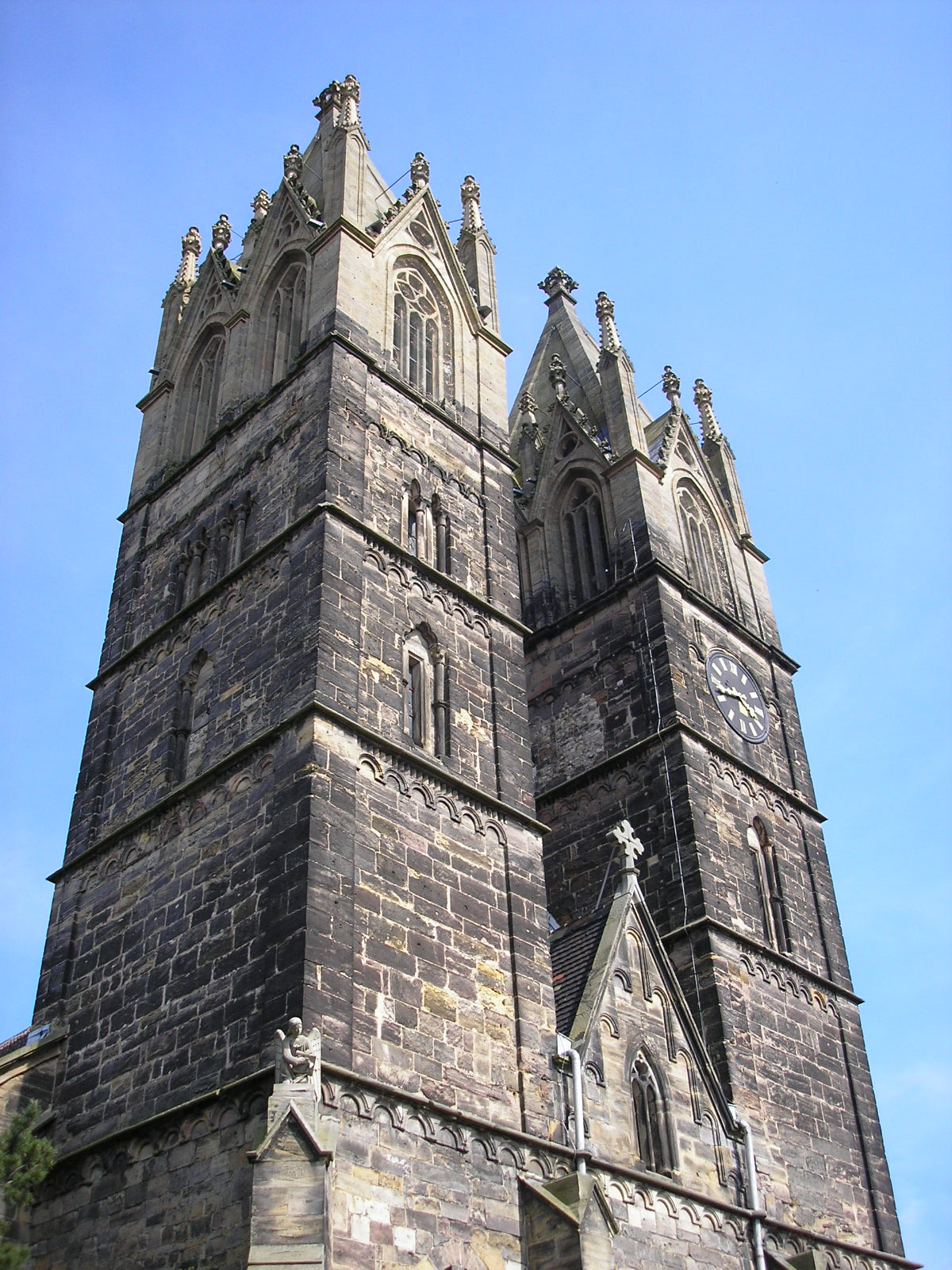
Westwerk en torens van dit kerkgebouw
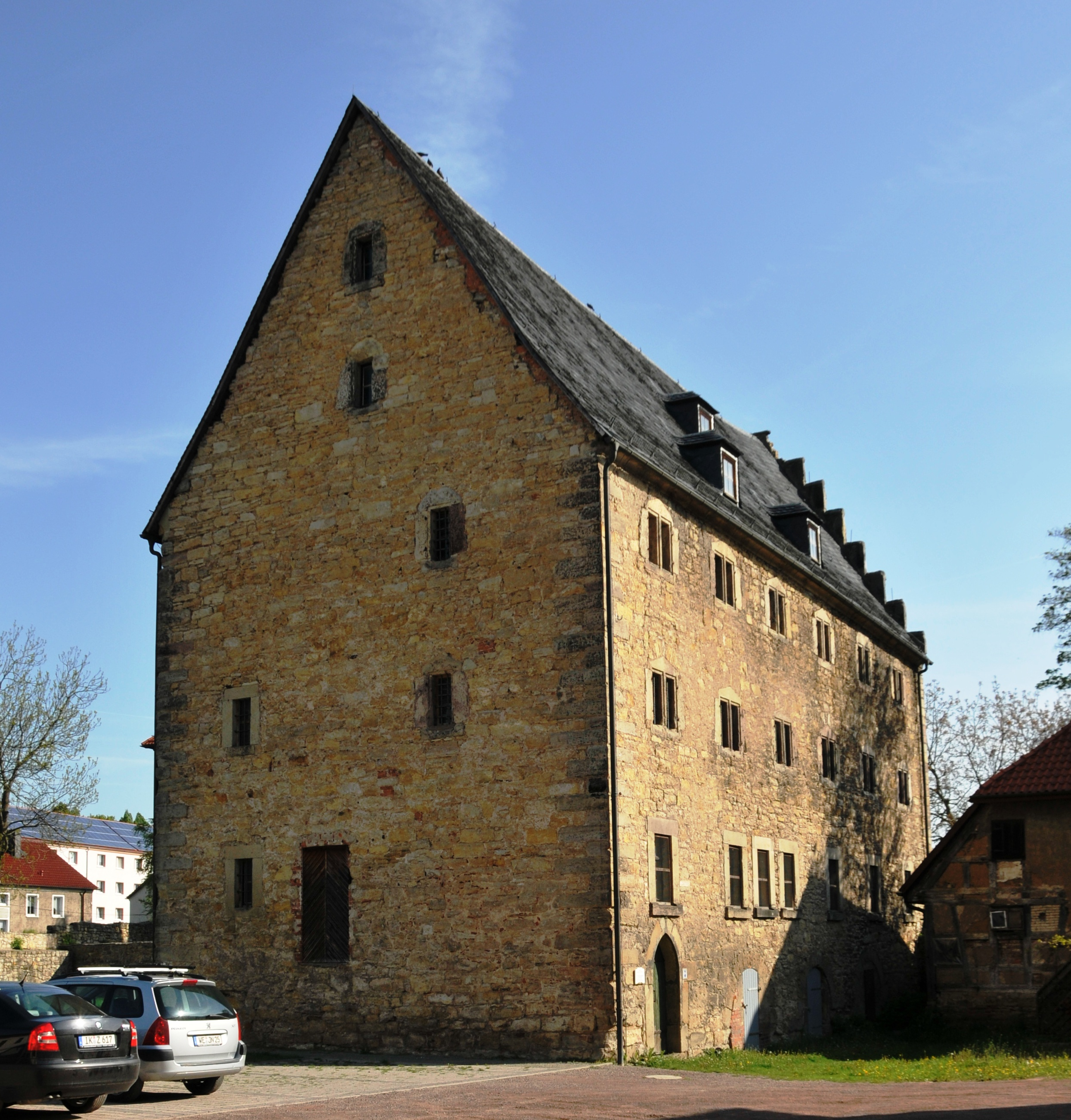
Gebouw Zinsboden, ca. 1350
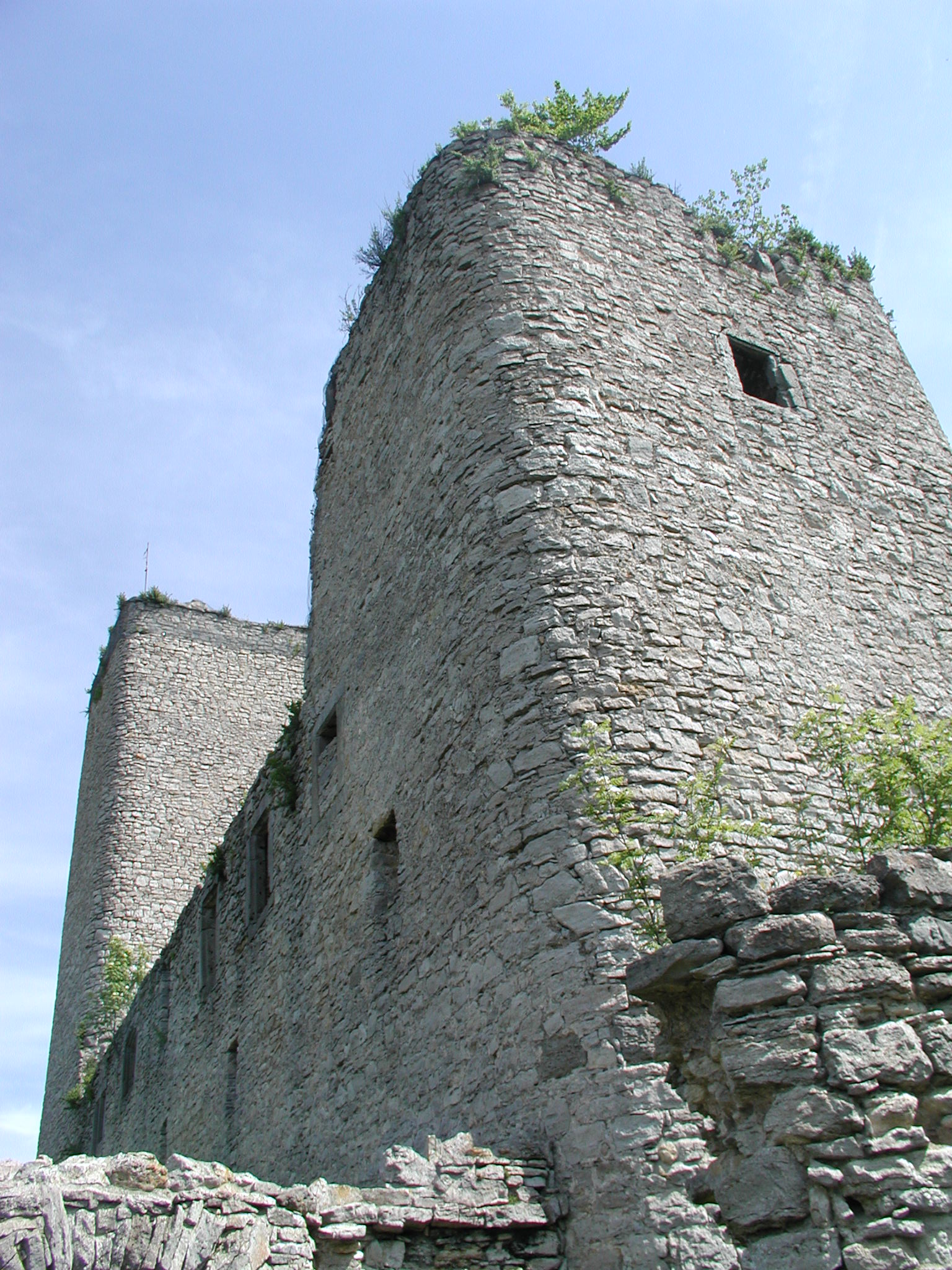
Ruïne Burg Ehrenstein
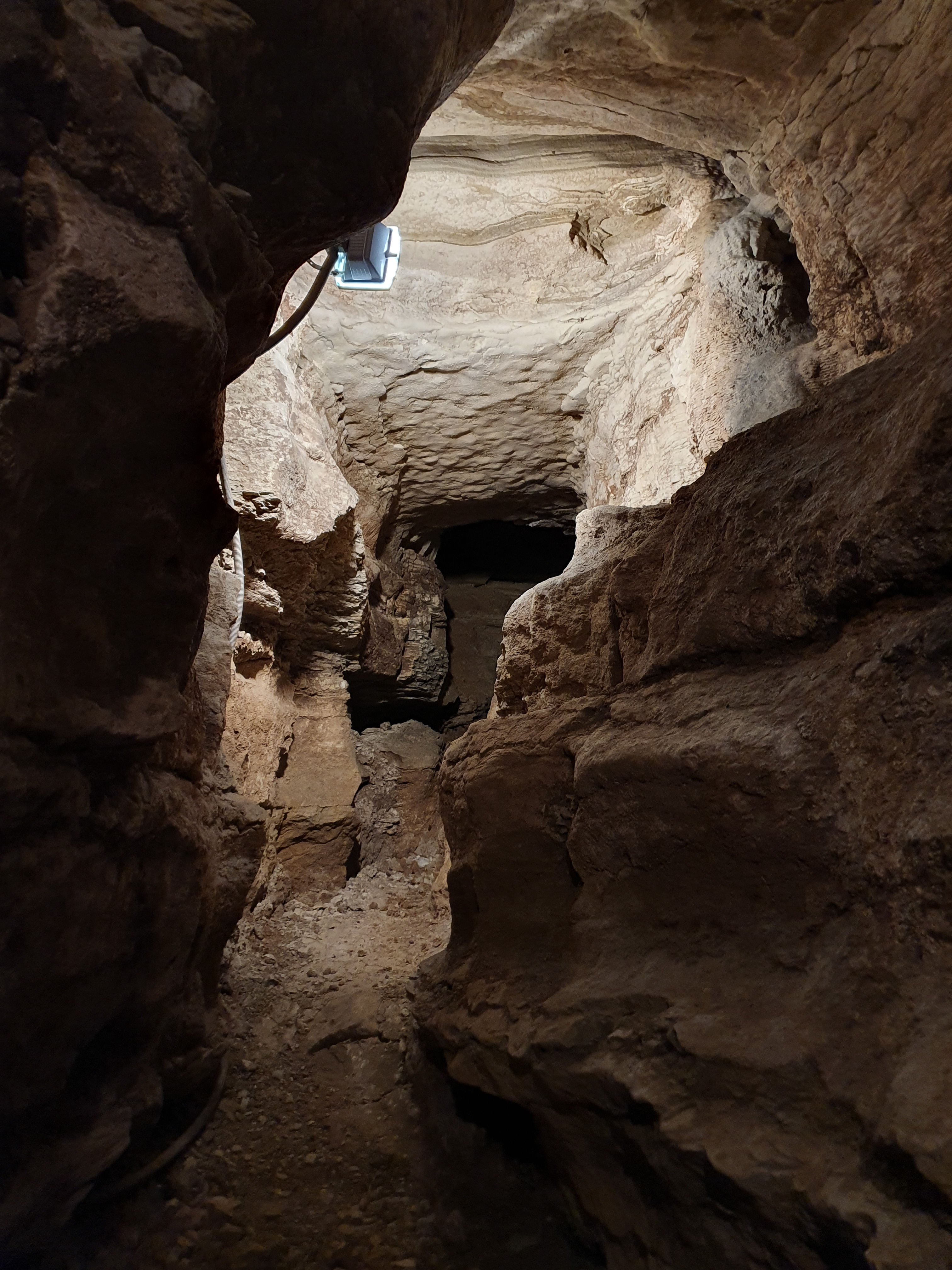
Dienstedter Karsthöhle

- De oude stadskern van Stadtilm bezit verscheidene historische  gebouwen. Het plaatselijke streekmuseum zetelt in het stadhuis.
- De Dienstedter Karsthöhle is een karstgrot, waarvan een ruim 150 meter lang gedeelte in het zomerhalfjaar op aanvraag kan worden bezichtigd.
- Een aantal van de rondom Stadtilm gelegen dorpjes heeft een oude, architectonisch en historisch interessante,  evangelisch-lutherse  dorpskerk. Ook zijn er verspreid enige schilderachtige vakwerkhuizen te vinden.
- In de gemeente zijn enkele gedenkplekken aanwezig voor de talrijke slachtoffers van de Holocaust en andere nazi-terreur. In en om Stadtilm zijn namelijk gedurende de Tweede Wereldoorlog verscheidene kleine dwangarbeiderskampen geweest. In sommige gevallen waren dit kleine, korte tijd bestaande,Außenlager van concentratiekampen elders.
- Het stadje ligt tussen 500 tot 580 meter hoge heuvels, aan de noordkant van het Thüringerwoud. Er lopen enige routes voor meerdaagse wandel- en fietstochten langs.
- Even buiten het dorp Ehrenstein staat op een heuvel de ruïne van de in de 18e eeuw in verval geraakte grafelijke Burcht Ehrenstein, waarvan de geschiedenis teruggaat tot de twaalfde eeuw. De ruïne, een geliefd doel van wandeluitstapjes, is gedeeltelijk toegankelijk,  mits men een wandeling onder begeleiding van een gids heeft geboekt.

## Partnergemeenten
Stadtilm onderhoudt jumelages met twee andere Duitse gemeenten, te weten:
- Wetter (Ruhr) in Noordrijn-Westfalen, sedert 3 oktober 1990
- Waldbronn in Baden-Württemberg, sedert 2002.

## Trivia
In het stadje staat vlakbij het stadhuis een groot, uit circa 1350 daterend gebouw, de Zinsboden. De naam betekent: cijns-spieker, opslagplaats voor in natura ontvangen belastingen. Het gebouw had enige tijd lang de bijnaam grootste varkensstal van Thüringen. De boeren uit de streek moesten namelijk hun belastingen in natura betalen, en droegen levende varkens af. In later eeuwen heeft het gebouw als gevangenis gefunctioneerd. Na de DDR-periode raakte het monumentale pand in verval. De gemeente pleegt er minimaal onderhoud aan, om het in stand te houden, want de Zinsboden staat onder monumentenzorg. Wat er sedert 2014 met het gebouw is gebeurd, is onduidelijk. 
Alkersleben · Amt Wachsenburg · Angelroda · Arnstadt · Bösleben-Wüllersleben · Dornheim · Elgersburg · Elleben · Elxleben · Geratal · Großbreitenbach · Ilmenau · Martinroda · Osthausen-Wülfershausen · Plaue · Stadtilm · Witzleben